# UFC Fight Night: Cowboy vs. Gaethje
UFC Fight Night: Cowboy vs. Gaethje（ユーエフシー・ファイトナイト：カウボーイ・バーサス・ゲイジー、別名UFC Fight Night 158、UFC on ESPN+ 16）は、アメリカ合衆国の総合格闘技団体「UFC」の大会の一つ。2019年9月14日、カナダ・ブリティッシュコロンビア州バンクーバーのロジャーズ・アリーナで開催された。

## 大会概要
本大会ではドナルド・セラーニとジャスティン・ゲイジーによるライト級戦が組まれた。

## 試合結果

### プレリミナリーカード
第1試合 ライト級 5分3R
○  オースティン・ハバード vs.  カイル・プレポレク ×
3R終了 判定3-0（29-28、29-28、29-28）
第2試合 バンタム級 5分3R
○  ルイス・スモルカ vs.  ライアン・マクドナルド ×
1R 4:43 TKO（右フック）
第3試合 フェザー級 5分3R
○  チャス・スケリー vs.  ジョーダン・グリフィン ×
3R終了 判定3-0（29-28、29-28、29-28）
第4試合 バンタム級 5分3R
○  ハンター・アジュール vs.  ブラッド・カトーナ ×
3R終了 判定3-0（29-28、30-27、29-28）
第5試合 バンタム級 5分3R
○  マイルズ・ジョーンズ vs.  コール・スミス ×
3R終了 判定2-1（28-29、29-28、29-28）
第6試合 ヘビー級 5分3R
○  アウグスト・サカイ vs.  マルチン・ティブラ ×
1R 0:59 KO（パンチ連打）

### メインカード
第7試合 ライトヘビー級 5分3R
○  ミシャ・サークノフ vs.   ジミー・クルート ×
1R 3:38 ペルビアンネクタイ
第8試合 ミドル級 5分3R
○  ユライア・ホール vs.  アントニオ・カルロス・ジュニオール ×
3R終了 判定2-1（29-28、28-29、29-28）
第9試合 63.9kg契約 5分3R
○  トリスタン・コネリー vs.   ミシェル・ペレイラ ×
3R終了 判定3-0（29-28、29-27、29-27）
※ペレイラの体重超過によりウェルター級から変更。
第10試合 ヘビー級 5分3R
－  トッド・ダフィー vs.  ジェフ・ヒューズ －
1R 4:03 無効試合（故意でないサミング）
第11試合 ライトヘビー級 5分3R
○  グローバー・テイシェイラ vs.  ニキータ・クリーロフ ×
3R終了 判定2-1（28-29、29-28、29-28）
第12試合 ライト級 5分5R
○  ジャスティン・ゲイジー  vs.  ドナルド・セラーニ ×
1R 4:18 TKO（右フック→パウンド）

### 各賞
ファイト・オブ・ザ・ナイト： トリスタン・コネリー vs. ミシェル・ペレイラ
パフォーマンス・オブ・ザ・ナイト： ジャスティン・ゲイジー、ミシャ・サークノフ
体重超過のペレイラ以外の各選手にはボーナスとして5万ドルが授与された。

### カード変更
負傷などによるカードの変更は以下の通り。